# Мікела Мойолі
Мікела Мойолі (італ. Michela Moioli) — італійська сноубордистка, олімпійська чемпіонка, призерка чемпіонатів світу.
Золоту олімпійську медаль та звання олімпійської чемпіонки Мойолі виборола на Пхьончханські олімпіаді 2018 року.

## Олімпійські ігри
| Рік  | Місто                     | Сноубордкрос | Командний сноубордкрос |
| ---- | ------------------------- | ------------ | ---------------------- |
| 2014 | Сочі, Росія               | 6            | Н/Д                    |
| 2018 | Пхьончхан, Південна Корея | 1            | Н/Д                    |
| 2022 | Пекін, Китай              | 8            | 2                      |

## Чемпіонат світу
| Рік  | Місто                  | Сноубордкрос | Командний сноубордкрос |
| ---- | ---------------------- | ------------ | ---------------------- |
| 2013 | Стоунхем, Канада       | 5            | Н/Д                    |
| 2015 | Крайшберг, Австрія     | 3            | Н/Д                    |
| 2017 | Сьєрра-Невада, Іспанія | 3            | 4                      |
| 2019 | Юта, США               | 3            | 2                      |
| 2021 | Ідре, Швеція           | 2            | 2                      |

## Виноски
1. ↑  Italy's Moioli wins snowboardcross; Jacobellis finishes 4th. dailymail.co.uk. Процитовано 16 лютого 2018.